# 2222 Љермонтов
2222 Љермонтов је астероид главног астероидног појаса са пречником од приближно 25,29 .
Афел астероида је на удаљености од 3,653 астрономских јединица (АЈ) од Сунца, а перихел на 2,599 АЈ.
Ексцентрицитет орбите износи 0,168, инклинација (нагиб) орбите у односу на раван еклиптике 2,574 степени, а орбитални период износи 2019,519 дана (5,529 година).
Апсолутна магнитуда астероида је 11,40 а геометријски албедо 0,076.
Астероид је откривен 19. септембра 1977. године.